# Zlatko Papec
Zlatko Papec (Zagreb, 17 januari 1934 – Split, 3 februari 2013) was een voetballer uit Kroatië.
Hij begon als linksbuiten bij NK Lokomotiva Zagreb en speelde 57 competitieduels tussen 1952 en 1955, daarna moest hij het leger in. In 1956 ging hij spelen voor HNK Hajduk Split en tot 1964 speelde hij daar 366 wedstrijden en maakte hij 167 doelpunten.
Papec ging vier jaar lang in Duitsland spelen voor Freiburger FC (130 wedstrijden en 10 doelpunten). Daarna bouwde hij af via HNK Rijeka en NK Junak Sinj.
Hij speelde zes interlands en wist de bal voor Joegoslavië 4 keer in het doel te krijgen. Papec was reservespeler op het wereldkampioenschap voetbal 1954 in Zwitserland en won zilver tijdens de Olympische Zomerspelen 1956 in Melbourne.
Na zijn carrière werd hij voetbalcoach bij onder andere NK Maribor en RNK Split.